# Яковлєв Валентин Олексійович
Валентин Олексійович Яковлєв (7 травня 1942, с. Новий Тор'ял Новоторьяльского району Марійської АРСР) — командир 810-ї бригади морської піхоти Чорноморського флоту у 1974–1978 рр., генерал-полковник, Президент Всеросійської громадської організації морських піхотинців «Тайфун».

## Біографія
Закінчив Ленінградське вище загальновійськове командне училище ім. С. М. Кірова в 1965 р, Військову академію ім. М. В. Фрунзе в 1974 р., Військову академію Генерального штабу ім. К. Є. Ворошилова в 1984 р .;
З 1961 р по 1998 р служив у Збройних Силах на різних посадах, в тому числі: командира окремого полку морської піхоти Чорноморського Флоту, командира дивізії морської піхоти Тихоокеанського флоту, командира армійського корпусу; був радником командувача особливим військовим районом Народної Армії Соціалістичної Республіки В'єтнам; обіймав посаду першого заступника начальника Головного управління кадрів Міністерства оборони РФ;
1997–1998 — військовий інспектор Державної військової інспекції Президента РФ; президент громадської організації морських піхотинців «Тайфун»;

## Нагороди
Нагороджений орденами «За службу Батьківщині у Збройних Силах СРСР» II і III ступенів, 12 медалями;

## Родина
Одружений, має сина і дочку; захоплення: теніс, полювання, садівництво.